# New Madrid megye
New Madrid megye az Amerikai Egyesült Államokban, azon belül Missouri államban található. Megyeszékhelye és legnagyobb városa New Madrid. Lakosainak száma 16 434 fő (2020. április 1.). New Madrid megye Scott, Pemiscot, Mississippi, Fulton, Lake, Stoddard és Dunklin megyékkel határos.

## Népesség
A megye népességének változása:
| Lakosok száma | 18 937 | 18 794 | 18 483 | 18 365 | 18 208 | 16 434 |
|               | 2010   | 2011   | 2012   | 2013   | 2015   | 2020   |